# Cântecul Cidului
Cântecul Cidului (în castiliana veche Cantar de Mio Cid, în traducere „Cântecul domnului meu”) este o epopee anonimă medievală care tematizează faptele cavalerului El Cid.